# 5826 Bradstreet
5826 Bradstreet eller 1990 DB är en asteroid i huvudbältet som upptäcktes den 16 februari 1990 av de båda japanska astronomerna Seiji Ueda och Hiroshi Kaneda i Kushiro. Den är uppkallad efter David Bradstreet.
Asteroiden har en diameter på ungefär 18 kilometer.